# Jean le Saive

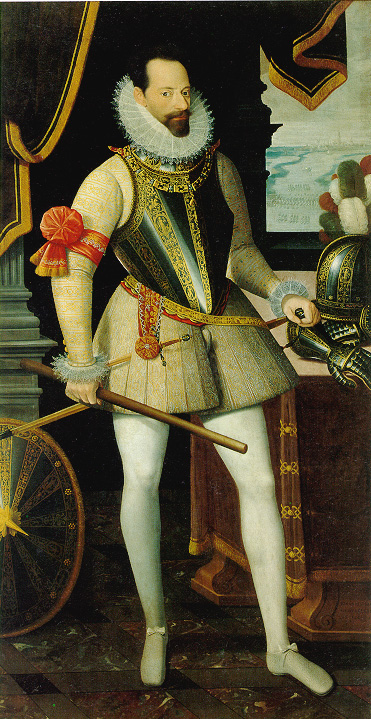
Jean I Le Saive (1540–1611), Porträt von Alexander Farnese, 1585?, Pinacoteca di Parma

Jean le Saive (auch Jean de Namur, Le Vieux Saive) (* 1540 Saive?; † 1611 in Namur) war ein flämischer Geschichts-, Porträt- und Wappenmaler des Barock.

## Leben
Die Ausbildung le Saives, der 1562 Bürger von Namur wurde, liegt im Dunkeln. Aus seiner Ehe mit Jeanne de Carlemont gingen die Tochter Anne und die Söhne Jean und François hervor; letzterer war 1599 Maler in Antwerpen.
Die erste Arbeit von Jean le Saive, die in einem Archiv verzeichnet ist – das Übermalen eines Kruzifixes –, ist auf das Jahr 1576 datiert. Zwei Jahre später fertigte er das Wappen des Gouverneurs an, gefolgt von der Mitarbeit an Dekorationen für die Beisetzung von Margarita von Österreich 1581. 1584/1585 war Jean le Saive vermutlich offizieller Maler von Alexandre Farnèse, wie aus den Inschriften „Peintre de Son Altesse (Excellence)“ (Maler seiner Exzellenz) hervorgeht. Zu le Saives Werken zählt auch das Porträt des Prinzen von Parma (1585?), ausgestellt in der Pinakothek von Parma. Anschließend ließ sich le Saive in Brüssel nieder, wo er mit dem Amt eines Weinbergmeisters des Hofes betreut wurde, das er jedoch bald wieder abgab, da er 1588/1589 als „Peintre de son Altesse résident à Namur“ (Maler seiner Hoheit zu Namur) das Wappen von Philipp II. malte, welches die städtische Fleischhalle zierte. Jean le Saive erwarb sich als Genremaler einen guten Ruf. 1597 verwirklichte er auf eigene Kosten ein Triptychon mit dem zentralen Thema „Urteil“ für das Schöffengericht von Namur. Von diesem Werk existieren noch die Flügel (ausgestellt im Musée Archéologique in Namur), die auf der Vorderseite die Schöffen von Namur zeigen und auf der Rückseite in Grisailletechnik die Geschichte des pflichtvergessenen Richters. Der Stil dieser Grisaillen ähnelt dem von Lambert Lombard. Le Saives Leben wurde lange Zeit mit dem seines Sohnes Jean II. verwechselt (manchmal auch Jean-Baptiste genannt), insbesondere von den Historikern A. Siret, A. Bequet und E. Neeffs. Heute sind mit Ausnahme des Porträts von Alexandre Farnèse die signierten Flügel von Namur die einzigen Gemälde des Künstlers, von denen mit Sicherheit gesagt werden kann, dass sie von ihm stammen.